# Fort St. James (British Columbia)
Fort St. James (seltener auch Fort Saint James geschrieben) ist eine Gemeinde, die im Zentrum der kanadischen Provinz British Columbia liegt. Das dieser Gemeinde den Namen gebende Fort wurde 1948 zur National Historic Site of Canada ernannt.
Nördlich von Fort St. James liegt der Mount Pope Provincial Park, westlich der Paarens Beach Provincial Park.

## Geschichte
Die Gemeinde beruht auf der Gründung des Fort St. James im Jahre 1806. Gegründet wurde das Fort von Simon Fraser, der für die North West Company British Columbia erforschte. Der Ort war unter dem Namen Stuart Lake Post bekannt und stellte eine der ersten europäischen Siedlungen in New Caledonia, wie die Hudson’s Bay Company British Columbia nannte, dar. John Stuart und James McDougall waren zwei Assistenten von Simon Fraser, die diese Gegend auf die Nutzbarkeit von Flüssen für den Transport untersuchten. Nach diesen Namen wurde das Fort bzw. der neben anliegende See benannt. Das Fort kam in das Eigentum der Hudson’s Bay Company als die North West Company von dieser übernommen wurde. Forts St. James wurde das Zentrum von New Caledonia (Kanada), einen Fellhandelsbezirks der Hudson’s Bay Company.
Obwohl nur wenig Fellhandel in dieser Gegend betrieben werden konnte, bestand das Fort als Handelsposten bis 1952.

## Demographie
Der Zensus im Jahr 2011 ergab für die Gemeinde eine Bevölkerungszahl von 1.691 Einwohnern. Die Bevölkerung der Gemeinde hat dabei im Vergleich zum Zensus von 2006 um weit überdurchschnittliche 25,3 % zugenommen, während die Bevölkerung in der restlichen Provinz British Columbia gleichzeitig um 7,0 % anwuchs.

## Geographie und Klima
Die Gemeinde liegt am südöstlichen Ufer des Stuart Lake, wo sich der See in den Stuart River ergießt. Das Klima ist kontinental, die Winter sind schneereich.
|                        | Jan   | Feb   | Mär  | Apr  | Mai  | Jun  | Jul  | Aug  | Sep  | Okt  | Nov  | Dez   |   |       |
| Mittl. Temperatur (°C) | −11,3 | −7,5  | −2,1 | 3,7  | 8,9  | 13   | 15,3 | 14,7 | 9,9  | 4,4  | −3,2 | −9    | ⌀ | 3,1   |
| Mittl. Tagesmax. (°C)  | −6,8  | −2,3  | 3,8  | 9,7  | 15,3 | 19,1 | 21,9 | 21,5 | 16,1 | 9,1  | 0,4  | −4,8  | ⌀ | 8,6   |
| Mittl. Tagesmin. (°C)  | −15,8 | −12,7 | −8   | −2,5 | 2,5  | 6,8  | 8,6  | 7,9  | 3,7  | −0,3 | −6,7 | −13,1 | ⌀ | −2,4  |
|                        |       |       |      |      |      |      |      |      |      |      |      |       |   |       |
| Niederschlag (mm)      | 51    | 32,9  | 26,9 | 21,4 | 35,7 | 48,1 | 47,7 | 45,8 | 37,8 | 42,2 | 45,5 | 52,2  | Σ | 487,2 |
|                        |       |       |      |      |      |      |      |      |      |      |      |       |   |       |
| Regentage (d)          | 12,8  | 9,8   | 9,2  | 7,7  | 11,6 | 13,2 | 12,4 | 11,3 | 11,6 | 12,9 | 12,7 | 12,8  | Σ | 138   |

| −15,8 |

| −12,7 |

| −8 |

| −2,5 |

| 2,5 |

| 6,8 |

| 8,6 |

| 7,9 |

| 3,7 |

| −0,3 |

| −6,7 |

| −13,1 |

| −15,8 |

| −12,7 |

| −8 |

| −2,5 |

| 2,5 |

| 6,8 |

| 8,6 |

| 7,9 |

| 3,7 |

| −0,3 |

| −6,7 |

| −13,1 |

| N i e d e r s c h l a g | 51  | 32,9 | 26,9 | 21,4 | 35,7 | 48,1 | 47,7 | 45,8 | 37,8 | 42,2 | 45,5 | 52,2 |
|                         | Jan | Feb  | Mär  | Apr  | Mai  | Jun  | Jul  | Aug  | Sep  | Okt  | Nov  | Dez  |

## Politik
Die Zuerkennung der kommunalen Selbstverwaltung für die Gemeinde erfolgte am 31. Dezember 1947 (incorporated als Village Municipality).
Bürgermeister der Gemeinde ist Rob MacDougall. Zusammen mit vier weiteren Bürgern bildet er den Rat der Gemeinde (council).

## Infrastruktur
Fort St. James liegt am nördlichen Ende von Highway 27, der zum Yellowhead Highway bei Vanderhoof führt. Etwa 4 Kilometer südlich der Gemeinde liegt ein regionaler Flughafen, der Fort St. James (Perison) Airport. Der Flugplatz (IATA-Flughafencode: YJM, ICAO-Code:CYJM) hat nur eine asphaltierte Start- und Landebahn von 1.219 Meter Länge.

## Söhne und Töchter der Stadt
- Brian Spencer (1949–1988), Eishockeyspieler